# Quatre Jours de Dunkerque 1961
La 7e édition des Quatre Jours de Dunkerque a eu lieu du 11 au 14 mai 1961. Ses cinq étapes, dont un contre-la-montre par équipes, forment un parcours total de 785,7 kilomètres. Toutes les étapes ont pour arrivée et départ Dunkerque. La première étape secteur a, longue de 118 kilomètres, est remportée par l'Italien Rino Benedetti, qui prend la tête du classement général ; la première étape secteur b, un contre-la-montre par équipes de 53,7 kilomètres, l'est par la formation Saint-Raphaël-Geminiani ; la deuxième étape, 229 kilomètres, l'est par l'Irlandais Seamus Elliott ; la troisième étape, 199 kilomètres, l'est par le Français Joseph Groussard ; enfin, la quatrième étape, 186 kilomètres, l'est par son compatriote Jean Stablinski, tandis que le Néerlandais Albertus Geldermans remporte le classement général.

## Étapes
| \| Dunkerque \| Dunkerque, dans le Nord-Pas-de-Calais. |
| Dunkerque                                              |

Les cinq étapes ont pour arrivée et départ Dunkerque, et forment donc des boucles. La 1re étape secteur b est un contre-la-montre par équipes, la 1re étape secteur a, longue de 118 kilomètres, est donc une demi-étape.
| Étape,     | Date   | Villes étapes         |                              | Distance (km) | Vainqueur d’étape       | Leader du classement général |
| ---------- | ------ | --------------------- | ---------------------------- | ------------- | ----------------------- | ---------------------------- |
| 1rea étape | 11 mai | Dunkerque - Dunkerque |                              | 118           | Rino Benedetti          | Rino Benedetti               |
| 1reb étape | 11 mai | Dunkerque - Dunkerque | Contre-la-montre par équipes | 53,7          | Saint-Raphaël-Geminiani | ?                            |
| 2e étape   | 12 mai | Dunkerque - Dunkerque |                              | 229           | Seamus Elliott          | ?                            |
| 3e étape   | 13 mai | Dunkerque - Dunkerque |                              | 199           | Joseph Groussard        | ?                            |
| 4e étape   | 14 mai | Dunkerque - Dunkerque |                              | 186           | Jean Stablinski         | Albertus Geldermans          |

## Classement général
| Classement général final, | Classement général final, | Classement général final, | Classement général final, | Classement général final, |
|                           | Coureur                   | Pays                      | Équipe                    | Temps                     |
| ------------------------- | ------------------------- | ------------------------- | ------------------------- | ------------------------- |
| 1er                       | Albertus Geldermans       | Pays-Bas                  | Rapha-Gitane-Dunlop       | en 20 h 34 min 15 s       |
| 2e                        | Raymond Poulidor          | France                    | Mercier-Hutchinson-BP     | + 1 min 2 s               |
| 3e                        | Pierre Beuffeuil          | France                    | Mercier-Hutchinson-BP     | + 2 min 10 s              |
| 4e                        | Rolf Wolfshohl            | Allemagne                 | Rapha-Gitane-Dunlop       |                           |
| 5e                        | Joseph Groussard          | France                    | Alcyon-Leroux             |                           |
| 6e                        | Jo de Haan                | Pays-Bas                  | Rapha-Gitane-Dunlop       |                           |
| 7e                        | Jozef Schils              | Belgique                  | Mercier-Hutchinson-BP     |                           |
| 8e                        | Bas Maliepaard            | Pays-Bas                  | Rapha-Gitane-Dunlop       |                           |
| 9e                        | Marc Huiart               | France                    | Liberia-Grammont          |                           |
| 10e                       | Jean Forestier            | France                    | Alcyon-Leroux             |                           |
| modifier                  |                           |                           |                           |                           |